# Новомиколаївка (Скадовський район)
Новомикола́ївка — село в Україні, у Скадовському районі Херсонської області. Населення становить 3600 осіб.

## Розташування
Село знаходиться за 20 км на захід від районного центру Скадовська та 55 км від залізничної станції Брилівка. Через село проходить автошлях Скадовськ — Гола Пристань.

## Історія
Засноване 1861 року як Новоселівка нащадками запорожців, вихідцями з Бессарабії та кріпаками-утікачами. У селі діяла Свято-Миколаївська церква з 1872 року, при ній була відкрита парафіяльна школа. 1883 року було збудоване, за кошти громади, перше в селі приміщення школи з однією класною кімнатою та квартирою вчителя, де навчалося 12 учнів.
З 1923 року Новомиколаївка – центр сільської ради.
Під час Другої світової війни на фронтах воювало 500 новомиколаївців. 200 з них були нагороджені орденами та медалями СРСР. На честь 254 воїнів-односельчан, які положили своє життя, встановлено обеліск. В роки тимчасової окупації села німцями діяло підпільне патріотичне об'єднання, яким керував А. С. Коваленко.
24 лютого 2022 року село тимчасово окуповане російськими військами під час російсько-української війни.

## Населення
У 1870 році до громади були причислені 6 родин греків, а у 1871 році – 8 родин сербів, колишніх австрійсько-підданих. Таким чином, національний склад населення став доволі різноманітним. Станом на 1886 рік в селі, що тоді належало до Красної волості Дніпровського повіту Таврійської губернії, мешкало 866 осіб, налічувалось 157 дворів, існували молитовний будинок та 3 лавки. У 1928 році кількість мешканців складала 1682 чоловіки, дворів — 342.
Згідно з переписом УРСР 1989 року чисельність наявного населення села становила 3215 осіб, з яких 1523 чоловіки та 1692 жінки.
За переписом населення України 2001 року в селі мешкало 3599 осіб.

### Мова
Розподіл населення за рідною мовою за даними перепису 2001 року:
| Мова       | Відсоток |
| ---------- | -------- |
| українська | 90,81 %  |
| російська  | 7,53 %   |
| молдовська | 0,72 %   |
| циганська  | 0,28 %   |
| вірменська | 0,22 %   |
| білоруська | 0,17 %   |
| німецька   | 0,03 %   |
| угорська   | 0,03 %   |
| інші       | 0,21 %   |

## Об'єкти соціальної сфери
В селі діють:
- Сільський будинок культури;
- Сільська бібліотека;
- Загальноосвітня школа;
- Дитячий садок «Золотий ключик».
- Державна дільниця ветеринарної медицини.

## Релігійні організації
- Українська православна церква (МП)
- Громада Свідків Єгови

## Постаті
- Гливий Сергій Володимирович (1972—2015) — солдат Збройних сил України, учасник російсько-української війни 2014—2017.
- Давиденко Лідія Опанасівна (1928—2009) — голова колгоспу ім. Кірова, Герой Соціалістичної Праці.
- Якущенко Валерій Миколайович (1978—2015) — старший сержант Збройних сил України, учасник російсько-української війни 2014—2017.